# Gug Øst
Gug Øst er betegnelsen for den del af bydelen Gug i Aalborg, der er beliggende syd-sydøst for Nordjyske Motorvej. Gug Øst ligger fem kilometer syd for Aalborg centrum og grænser i vest og nord op mod Gug, i syd og øst grænser området op til åbne marker. Mod syd er nærmeste bebyggelse Visse og mod øst er nærmeste bebyggelse Sønder Tranders. Området er primært et boligområde med mange familieboliger. Flertallet af boligerne i området er opført fra 1950-1980 som parcelhuse. Der findes endvidere tæt-lav bebyggelser langs Zeusvej og Ledavej. På bl.a. Kronosvej og Kong Minos Vej ved det grønne område Gug Alper er et nyt boligområde under opførelse. I dette nye boligområde koster en parcelhusgrund omkring en million kroner, dermed er prisniveauet noget af det højeste i Aalborg.